# Chondrostoma vardarense
 Chondrostoma vardarense és una espècie de peix cipriniforme de la família dels ciprínids que es troba a Grècia, Macedònia del Nord, Bulgària i Turquia.